# Huzaima bint Nasser
Huzaima bint Nasser (1884 – 1935) va ser una princesa àrab, xerifa de la Meca. Va ser reina del Regne Àrab Unit de Síria i posteriorment del Regne de l'Iraq, d'on va ser reina mare.

## Biografia
Son pare era el príncep Nasser bin 'Ali Pasha. Era la germana bessona de Musbah bint Nasser. En 1904, a Istanbul, es va casar amb el príncep Faisal I fill del xerif de la Meca.
Va tenir tres filles i un fill:
- Azza de l'Iraq (1906 – 1936);
- Rajiha de l'Iraq (1907–1959);
- Raifia de l'Iraq (1910–1934);
- Gazi I de l'Iraq (1912–1939), posteriorment rei de l'Iraq.

Després de la Primera Guerra Mundial, els territoris que formaven l'Imperi Otomà van ser dividits entre les nacions europees o es van independitzar. En 1920, Faisal va ser proclamat rei de Síria, i Hazima va passar a ser regna consort. Per estar al costat del seu marit, es va traslladar amb els seus fills al nou palau reial a Damasc. Però després de quatre mesos de regnat, el regne de Síria va ser dissolt després de la guerra francosiriana, i Faisal i Hazima van perdre els seus títols.
En 1921, el govern britànic va decidir posar a Faisal com a rei del nou Regne de l'Iraq, sobre el que tenien un mandat internacional. Va acceptar i va ser proclamat rei. Hazima es va convertir en reina, i la família reial es va traslladar a Bagdad, la capital del nou regne. Faisal va morir en 1933, i va ser succeït pel seu fill Gazi, i Hazima es va convertir en reina mare de l'Iraq. Va morir a Bagdad dos anys més tard, en 1935.